# Epicauta courboni
Epicauta courboni es una especie de coleóptero de la familia Meloidae.

## Distribución geográfica
Habita en Montevideo (Uruguay).